# Pelle Almqvist
Pelle Almqvist, egentligen Per Almquist, artistnamn Howlin' Pelle (tidigare Pete Fire), född 29 maj 1978 i Västanfors i Fagersta kommun, är en svensk sångare och frontfigur i rockbandet The Hives. 
Han är uppvuxen i Fagersta. Bandet har gjort internationell karriär och är framförallt framgångsrikt i USA. Almqvists äldre bror Nicholaus Arson är gitarrist i bandet och heter egentligen Niklas Almqvist.
Han gjorde en cover på Operation Ivys låt "Freeze Up" på Moneybrothers skiva Pengabrorsan.
Almqvist var programledare för P3 Guld 2007. Han debuterade även som sommarpratare i Sveriges Radios Sommar den 17 augusti samma år. Han har även medverkat på N.E.R.D:s skiva Seeing Sounds. Där sjöng han refrängen i låten "Time for Some Action" och har med The Hives spelat in låten "A Christmas Duel" tillsammans med den amerikanska sångerskan Cyndi Lauper.
Pelle Almqvist ledde, tillsammans med Kodjo Akolor och Little Jinder, 2016 års upplaga av Musikhjälpen. Little Jinder och Pelle Almqvist tävlade som lag i sjätte säsongen av frågesportprogrammet Alla mot alla 2021.